# Jun'ichi Nōjō
Jun'ichi Nōjō (能條 純一, Nōjō Jun'ichi) est un auteur de bande dessinée japonaise né le 22 janvier 1951 à Tokyo, dans la préfecture de Tokyo, au Japon.
En 1996, il reçoit le prix du manga Shōgakukan pour le seinen manga Gekka no Kishi.

## Biographie
Il commence à dessiner très tôt, mais ne s’intéresse au manga qu'à partir du collège, lorsqu'il se passionne pour le travail de Satou Tomoe, auteure de shōjo.
Lorsqu'il échoue à l'examen des beaux-arts et qu'il se retrouve sans emploi, il décide de participer à différents concours de mangaka (concours organisé par le magazine « COM » et d'autres[Lesquels ?]) ; cela le mène à publier diverses histoires courtes sans être embauché officiellement.
En 1985, il réalise Naki no Ryu - Mahjong Hisho Den (哭きの竜 麻雀飛翔伝), un manga pour une revue spécialisée sur le mah-jong de l'éditeur Takeshobo. Le manga est un succès et sera plus tard[Quand ?] adapté en série d'animation.
Il publie Gekka no kishi (月下の棋士), un manga sur le shōgi pour lequel il remporte le Prix Shōgakukan du meilleur manga en 1996.

## Œuvre

### Manga
- 1982 : Aibushite (愛撫して?) ; manga érotique, 1 volume[2], publié chez Ichibankan Shobo (壱番館書房?).
- 1988 : Show Maru (翔丸?) ; 3 volumes[3] publiés chez Kōdansha[4].
- 1983 : Asakusa Yokko
- 1984 : Baby Doll
- 1985 : Naki no Ryu - Mahjong Hisho Den (哭きの竜 麻雀飛翔伝?) ; 9 volumes, publiés chez Takeshobo[5].
- 1989 : Kaze no Shishi
- 1992 : Docteur Koh (Ｄｒ．汞, Dr. Koh?), publié chez Kōdansha[6] ; 5 volumes. 2 volumes[7] publiés en français chez Casterman en 1996[8].
- 1992 : Otoya
- 1992 : Prince
- 1993 : Gekka no Kishi (月下の棋士?) ; 32 volumes publiés chez Shōgakukan.
- 2002 : J.boy ; 6 volumes. Publié en français chez Delcourt en 2014[9].
- 2003 : Tokyo, Fin d'un Monde (奇跡の少年, Kiseki no Shōnen?), prépublié dans Shōnen Magazine ; 3 volumes. Publié en français chez Delcourt en 2011[10].
- 2005 : Ai no Satsujinsha - Kawaki no Sei
- 2005 : Naki no Ryû Gaiden
- 2011 : Kuraudo (鞍生人?), prépublié dans Gekkan Comic Bunch[11] et publié chez Shinchōsha[12].
- 2012 : Inemuri Sensei ; prépublié dans Grand Jump Premium et publié chez Shūeisha[13]. Basée sur le roman autobiographique de Shizuka Ijūin (de).
- 2013 : Repairman (修繕屋, リペアマン?)[14] ; prépublié dans Kindai Mahjong, et publié chez Takeshobo[15].
- 2017 : Empereur du Japon (昭和天皇物語, Shōwa Tennō Monogatari?); prépublié dans le Big Comic Original, et publié cher Delcourt/Tonkam[16].

### Anime
- Mahjong Hishō-den - Naki no Ryū

## Récompenses
- 1996 : Prix Shōgakukan pour Gekka no Kishi (月下の棋士?)[17].

## Sources